# Gennadij Janajev
Gennadij Ivanovič Janajev (26. srpna 1937 Perevoz – 24. září 2010 Moskva) byl sovětský politik, který působil jako první a jediný viceprezident Sovětského svazu. Janajevova politická kariéra překlenula vlády Chruščova, Brežněva, Andropova a Černěnka a kulminovala během Gorbačovových let. Janajev začal v místní politice v rodném regionu, poté se dostal do popředí jako předseda Celosvazové rady odborových svazů, ale zastával také další menší posty, jako je zástupce ředitele Svazu sovětských společností pro přátelství a kulturní vztahy se zahraničními zeměmi.
Díky předsednictví odborů v roce 1990 získal místo v 28. politbyru a místo tajemníka ústředního výboru strany. Později ve stejném roce, 27. prosince, byl s pomocí Michaila Gorbačeva zvolen viceprezidentem Sovětského svazu. Janajev, který měl rostoucí pochybnosti o tom, kam Gorbačovovy reformy vedou, začal spolupracovat se skupinou podobně smýšlejících funkcionářů. Ti se poté Gorbačova pokusili sesadit během pokusu o puč v srpnu 1991. Po třech dnech se převrat zhroutil, ale během své krátké doby u moci byl Janajev úřadujícím prezidentem Sovětského svazu. Poté byl zatčen za svou roli v puči, ale v roce 1994 byl amnestován Státní dumou. Zbytek života strávil prací v ruské správě cestovního ruchu.